# Sobibor - 14 ottobre 1943, ore 16.00
Sobibor - 14 ottobre 1943, ore 16.00 (Sobibor, 14 octobre 1943, 16 heures) è un documentario del 2001 diretto da Claude Lanzmann.

## Trama
Il film documentario descrive la rivolta avvenuta nel campo di sterminio di Sobibór il 14 ottobre 1943 e si svolge come una lunga intervista alla straordinaria figura di Yehuda Lerner (Varsavia, 23 luglio 1926). Giovane ebreo durante il periodo delle persecuzioni naziste, evase numerose volte dai campi di prigionia tedeschi, fino a ritrovarsi recluso nel campo di sterminio di Sobibór, dove fu uno dei pochissimi a salvarsi dall'immediata esecuzione, impiegato come manodopera schiava in alcuni dei laboratori artigiani presenti nel campo. Partecipò quindi alla rivolta dei prigionieri del campo del 14 ottobre 1943, che portò all'uccisione di numerosi soldati tedeschi e alla fuga della popolazione del campo, anche se molti furono uccisi o ricatturati. Dopo avere partecipato all'eliminazione di alcuni ufficiali tedeschi con un astuto stratagemma che approfittava della proverbiale puntualità e precisione dei tedeschi, Lerner fu fra i pochi usciti dalla rivolta liberi e incolumi, ed entrò a far parte della resistenza. 
Il campo di sterminio di Sobibór, a causa e a seguito della rivolta fu chiuso, sia perché considerato non più sicuro, sia perché erano venute meno le condizioni dell'assoluta segretezza del suo uso come campo di sterminio. L'intervista rilasciata da Lerner a Lanzmann nel 1979 è il fedele resoconto di queste esperienze dell'allora giovane prigioniero, sia antecedenti che successive al suo arrivo nel campo e focalizzate sul giorno della rivolta, e sarebbe dovuta entrare nei contenuti del film Shoah. Fu invece considerata dal regista di tale importanza da meritare un titolo proprio che richiese oltre venti anni di gestazione, per la "riappropriazione" anche della parte attiva e "armata" della resistenza ebraica, spesso misconosciuta e sottovalutata se comparata alla considerazione comune di una "accettazione passiva" del popolo ebraico delle violenze naziste.